# Mpande kaSenzangakhona
Mpande kaSenzangakhona, född 1798 i Babanango i Zululand (nuvarande KwaZulu-Natal), död 18 eller 19 november 1872 i Nodwengu i Zululand, var halvbror till Shaka och Dingane, och kung över zuluerna mellan 1840 och sin död 1872. I januari 1840 gjorde han, med hjälp av voortrekkers under ledning av Andries Pretorius, revolt mot Dingane, som dödades.
Mpande efterträddes av sin son Cetshwayo.